# 紅舌鰨
紅舌鰨為輻鰭魚綱鰈形目鰨亞目舌鰨科的其中一種，為亞熱帶魚類，分布於西印度洋印度西部海域，體長可達50公分，棲息在沙泥底質大陸棚底層水域，以底棲性無脊椎動物為食，生活習性不明，可作為食用魚。

## 扩展阅读
維基物種上的相關：紅舌鰨